# Florièye
Die Florièye ist ein Fluss im Südosten Frankreichs, der im Département Var in der Region Provence-Alpes-Côte d’Azur verläuft. Sie entspringt im Gemeindegebiet von Tourtour, entwässert generell Richtung Südost bis Süd und mündet nach 26 Kilometern an der Gemeindegrenze von Taradeau und Vidauban als linker Nebenfluss in den Argens.

## Orte am Fluss
(Reihenfolge in Fließrichtung)
- Tourtour
- Saint Barthélemy, Gemeinde Lorgues
- Taradeau